# Minifikacja
Minifikacja (ang. minification) – proces mający na celu zmniejszenie kodu źródłowego poprzez usunięcie niepotrzebnych znaków bez zmieniania jego funkcjonalności. Stosuje się to zwykle przy skryptach JavaScript tak, by przesłanie ich do przeglądarki zajmowało jak najmniej czasu i transferu. Usuwane są wcięcia (białe znaki), znaki nowej linii, komentarze, niekiedy są skracane nazwy zmiennych. Efekt działania minifikacji jest podobny do działania zaciemniania kodu, lecz ma inny cel.
Efekt jest podobny jak w kompresji, tylko że przeglądarka nie musi dekompresować kodu. Minifikację można też stosować łącznie z kompresją, ponieważ większość przeglądarek obsługuje kompresję deflate i gzip. Popularnymi narzędziami do minifikacji kodu w JavaScript są JSMin i Packe.
Procesowi minifikacji poddawane są też pliki CSS.
Do minifikacji plików np. CSS czy JavaScript wykorzystuje się mechanizmy takie jak GruntJS czy GulpJS. Pozwalają one zautomatyzować proces minifikacji.